# عزيز أباد (تيرجرد)
عزيز أباد (بالفارسية: عزیزآباد) هي قرية تقع في إيران في قسم تيرجرد الريفي. يقدر عدد سكانها بـ 576 نسمة بحسب إحصاء 2016.